# 竹内清次郎
竹内 清次郎（たけうち せいじろう、1862年12月22日〈文久2年11月2日〉 - 没年不明）は、日本の商人（生糸商）、政治家（前橋市会議員）、実業家。前橋商工会議所顧問。族籍は群馬県平民。

## 経歴
上野国（現・群馬県高崎市）生まれ。宮崎源吉の弟。1900年、竹内家の養子となった。生糸商、製糸業を営んだ。弟の勝蔵と竹内合名会社を経営し、共に前橋市における実業界の重鎮であった。
竹内撚織取締役、上州絹糸紡績、広瀬川電力各監査役、竹内商店代表社員（撚糸工場兼務）などをつとめた。

## 人物
趣味は謡曲、囲碁、玉突き、俳句。宗教は天台宗。住所は群馬県前橋市本町。

## 家族・親族
竹内家
- 養父・勝蔵[4]、あるいは勝造[1][2]
- 弟・勝蔵（1879年 - 1947年、前橋市長、龍興社・竹内商店各代表社員[6]）
- 妻・てつ（1870年 - ?、養父・勝蔵の長女）[4]
- 二女・はる（1895年 - ?、群馬、澁澤金蔵の妻）[5]
- 男・金一郎（1897年 - ?、竹内撚織取締役）[5]
- 三男・徳治[5]（1899年 - 1991年、官僚）
- 四男・秀（1902年 - ?、三品やすの養子、会社員）[5]
- 三女・英子（1904年 - ?、東京、菊池勇夫の妻）[5]
- 五男・孝（1908年 - ?）[1][5]

親戚
- 菊池勇夫（法学者、九州帝国大学教授）
- 澁澤金蔵（群馬県多額納税者、銀行家）
- 澁澤金蔵（群馬県多額納税者、金融業、貴族院議員）
- 茂木惣兵衛（実業家）